# Hohehaid
Hohehaid ist ein Gemeindeteil der Gemeinde Bischofsgrün im Landkreis Bayreuth (Oberfranken, Bayern). Hohehaid liegt in der Gemarkung Bischofsgrün.

## Geografie
Der Weiler liegt am Südhang der im Bischofsgrüner Forst gelegenen Hohenheide (848 m ü. NHN). Ein Anliegerweg führt 600 Meter südlich nach Birnstengel.

## Geschichte
1782 entstand der Ort. Hohehaid gehörte zur Realgemeinde Bischofsgrün.
Von 1797 bis 1810 unterstand Hohehaid dem Justiz- und Kammeramt Gefrees. Infolge des Ersten Gemeindeedikts wurde Hohehaid dem 1812 gebildeten Steuerdistrikt Bischofsgrün und der zugleich entstanden Ruralgemeinde Birnstengel zugewiesen. Mit dem Zweiten Gemeindeedikt (1818) wurde die Gemeinde Birnstengel nach Bischofsgrün eingegliedert.

### Einwohnerentwicklung
| Jahr      | 001818 | 001819 | 001861 | 001871 | 001885 | 001900 | 001925 | 001950 | 001961 | 001970 | 001987 |
| Einwohner | *      | †      | †      | 34     | 37     | 38     | 17     | 20     | 16     | 13     | †      |
| Häuser    | *      |        |        |        | 4      | 4      | 3      | 3      | 4      |        | †      |
| Quelle    | [ 6 ]  | [ 9 ]  | [ 10 ] | [ 11 ] | [ 12 ] | [ 13 ] | [ 14 ] | [ 15 ] | [ 16 ] | [ 17 ] | [ 18 ] |

## Religion
Hohehaid ist nach St. Matthäus (Bischofsgrün) gepfarrt und evangelisch-lutherisch geprägt.